# Grant Town
Pour les articles homonymes, voir Grant.
Grant Town est une ville américaine située dans le comté de Marion en Virginie-Occidentale.
Selon le recensement de 2010, Grant Town compte 613 habitants. La municipalité s'étend sur 0,54 milles carrés (1,4 km2).
La ville est fondée en 1901 par la Federal Coal and Coke Company, près du village de Grays Flat. Elle est nommée en l'honneur du vice-président de la société, Robert Grant. Grant Town devient une municipalité le 12 novembre 1946.